# Vandan
Vandan (en rus: Ванда́н) és un poble (possiólok) del krai de Khabàrovsk, a Rússia, que el 2012 tenia 6 habitants.